# ジェイムズ・アイアデル
ジェイムズ・アイアデル（英: James Iredell、1751年10月5日 - 1799年10月20日）は、初代アメリカ合衆国連邦最高裁判所陪席判事の一人である。1790年にジョージ・ワシントンから指名されて後、その死の1799年まで務めた。息子のジェイムズ・アイアデル・ジュニアはノースカロライナ州知事になった。

## 初期の経歴
アイアデルはイングランドのルイスで、ブリストルの商人の子供、5人兄弟の総領として生まれた。父が事業に失敗して健康も損ない、アイアデルは17歳の1767年に北アメリカ植民地への移民を強いられることになった。ノースカロライナのイーデントンの港で、親戚達が税関の副収税人すなわち会計監査役の職を斡旋してくれた。
アイアデルは税関で働きながらサミュエル・ジョンストン（後のノースカロライナ州知事）の下で法律を学び、法律実務を始めて、1771年には法廷弁護士として認められた。聖職者の孫でもあったアイアデルは生涯を通じて聖公会に帰依し、その著作に拠れば、組織化された宗教に単純に付くことを越えて精神性や形而上学に興味を持っていたことを示している。
1773年、アイアデルはジョンストンの娘ハンナと結婚し、4人の子供が生まれたが、3人だけが成人した。翌1774年、アイアデルは港の収税官になった。

## 独立戦争での役割
アイアデルはイギリス政府に雇われている身分だったが、アメリカの独立と革命を強く支持した。1774年、随筆『大英帝国の住人に宛てて』を書き、イギリスの議会がアメリカを支配するという概念に反対する議論を並べた。この随筆によって、当時のノースカロライナで最も影響力有る政治的随筆家として23歳で頭角を現した。彼の論文『アメリカのパトリオットの原理』は、アメリカ独立宣言の主題と概念を予言し影響させることになった。
独立戦争が始まると、アイアデルはノースカロライナにおける裁判制度構築に貢献し、1778年に最高裁判所判事に選出された。その経歴では、1779年から1781年の検事総長を含め州内の政界と司法界で多くのポストを歴任した。1787年、州議会はアイアデルをコミッショナーに指名し、ノースカロライナ法典の集成と改定を任せた。その作品は1791年に『アイアデル改訂版』として出版された。
アイアデルはノースカロライナにおける連邦主義者の指導者であり、提案されていたアメリカ合衆国憲法を強く支持した。1788年、ヒルズバラで開催された憲法批准会議では、その採択を訴えたがうまくいかなかった（ノースカロライナ州は権利章典の追加が連邦議会によって認められた後に憲法を批准した）。

## 最高裁判所陪席判事
1790年2月10日、ジョージ・ワシントンがアイアデルを初代のアメリカ合衆国最高裁判所陪席判事の一人に指名し、2日後にアメリカ合衆国上院が確認した。アイアデルは初代判事の中では一番若い38歳だった。
最初の最高裁判所は担当する事件が少なかった。実際に最高裁判所が最初の事件を審理したのは1791年の「ウェスト対バーンズ事件」だった。この判決は全会一致のものだったが、アイアデルは議会がウェスト判決を執行する厳しい法律を変えるよう要求した。判事達は1年に2回集まって審問するだけであり、アイアデルが判事を務めた間のその意見については一握りの資料しか残っていない。それらの中で次の2件が最も重要なものである。
- チザム対ジョージア州事件（1793年）：問題にされたのは、ある州（サウスカロライナ州）の市民がアメリカ独立戦争中の債権の償還を別の州（ジョージア州）に求めて訴えることができるかということだった。多数意見は、ある州がその同意無くして連邦裁判所に訴えられると言うものだったが、アイアデルだけが不同意だった。

- コルダー対ブル事件（1798年）：問題にされたのは、コネチカット州議会のある法律が遡及法であるために、これを禁じたアメリカ合衆国憲法第1条第9章第3項に違背しているかということだった。

「チザム事件」では世論と政界の意見が他の判事達と対抗するアイアデルに一致した。チザム判決に対する大衆の激しい抗議と強い反応によって、1798年にアメリカ合衆国憲法修正第11条の採択により、判決は破棄された。
全会一致の判決だった「コルダー事件」では、アメリカ合衆国憲法の条項が刑事事件にのみ当てはまると判断し、「自然正当性の原則」は法の構成要素となると裁定した。アイアデルの意見は、明らかに憲法の文面に違背した州の行動のみが無効であると宣言されうるというものだった。「自然正当性の原則は固定された基準では規制されない。最も有能で最も純粋なものがこの主題では意見が一致しなかった。自然正当性の抽象的原則に一致しないと判事が考える法律を（平等に意見を言う権利のある）議会が成立させたというような事件では、全ての裁判所が適切に発言できる。」
「コルダー事件」におけるアイアデル判事の意見は5年後の「マーベリー対マディソン事件」（1803年）で試される違憲審査権の原則確立に貢献した。最高裁判所はその後の歴史を通じてアイアデルの考え方に従った。
フリーズ事件における連邦大陪審にアイアデルが関わったことは、憲法枠組みを作った者達の意図がアメリカ合衆国憲法修正第1条の範囲を事前抑制からの自由に限定する証拠として通常に引用されている。アイアデルは報道の自由に関するウィリアム・ブラックストン卿の狭い解釈を称賛し、憲法枠組みを作った者達はブラックストン卿の作品を大変知悉していたと述べて、「彼の説明が十分なもので無ければ、この修正条項はもっと具体的に記述されて如何なる誤りも避けるようにされていただろうと考える」と主張した。

## 後年
1789年司法権法はアメリカ合衆国を13の地区に分け、それぞれの地区の13の主要都市の一つずつに連邦裁判所を置いた。また東部、中部および南部に3つの巡回裁判所、すなわち連邦控訴裁判所を置いた。最高裁判所判事は1年に2回「巡回裁判」すなわち様々な巡回をして審問を行うことを求められた。当時の旅は大変だったこともあるかもしれないが、アイアデルは健康を損ね、1799年10月20日に急死した。48歳だった。1788年に設立されたノースカロライナ州アイアデル郡は彼に因んで名付けられた。

## 語録
- 放棄することを意図されていない多くの権利を数え上げることは無益なだけでなく、危険でもある。なぜならば、最も強力な方法で、例外に含まれていないあらゆる権利が侵害無しに政府によって弱められているかも知れないことが示唆されるであろうからであり、あらゆるものを数え上げるのは不可能であろうからでもある。ある人にどのような権利を歓迎するか集め、あるいは数えさせて見ればよい。私は即座にそれに含まれていない権利を20や30は挙げることができるだろう。

- 連邦議会が信教の自由あるいはその手のものを保証しようとした場合、何も関わってはいなかった主題で干渉した振りをしたことになるだろう。各州は問題の規定が干渉しない限り、それ自体の原則を行使するままに置かれていなければならない。

- 連邦議会は宗教などの設立に干渉する権利は確かに持っていない。...宗教に関して議会に何らかの権力が与えられているだろうか？我々の信教の自由を侵害する単一の法を成立させられるか？もしそれができるならば、それは警鐘となるだろう。...もし将来議会が国家宗教に関する法を成立させるとすれば、憲法によって成立を認められておらず、大衆も従おうとしない法となるであろう。

- 我々自身が大変熱心に競っている信教の自由という原則を取り去らずに特定の人の集団を排除することは可能だろうか？...アメリカ人がそのかけがえのない権利を全く宗教を信じない人に信託する、あるいは自分達の宗教とは実質的に異なる宗教に依存するというようなことは決して想像できない。...宗教はその独自の道筋を選ぶことを許されるものとして、我々の宗教の神聖なる著者は世界的な権威から支持されることを決して望まない。

- キリスト教は神聖なる制度だと考える。神の教えを忘れることなく、私の原則と行動に不一致が表れることのないよう神に祈る。

- 政府が長い間に確立してきた分別、実際の意志命令は軽いまた経過的な理由で変えられるべきでない。従ってあらゆる経験からは、人類が慣れてきた形態を廃することで改善するよりも、悪徳は耐えられる一方で、苦しみにより多く対処することを示してきた。しかし長い間の悪用と権利侵害が、絶対的な専制政治の下でそれらを減らす工夫を証明する同じ目的を常に追求するとき、そのような政府を転覆させ、将来の安全を守る手段を新しく備えるのが彼等の権利であり義務である。

- 弾劾の権限がこの憲法で与えられ、大きな違反者に罰をもたらすことになる。容易に詳述できないが、全ての者が確信しなければならない犯罪に罰を与えることは政府に対する高度の犯罪と軽犯罪であることが予測されている。

- もし彼等が選挙民の判断ではなく自分の判断を行使したことで罰されるならば、その評判を尊重した人は誰も上院議員や大統領の職を受け入れないだろう。人がどのような誤りを成そうとも、彼はそれで罰されるべきではなく、その子孫も悪名を受け継がない。しかしもしある人が悪党でありその信用を悪用するならば、大衆の敵として裁定され、軽蔑すべき者として罰せられる。

- 公職は恐怖の原則から行動するべきものではない。判断が無くて罰されるならば、常に恐れて過ごすことだろう。しかし、真の罪以外の何も彼を傷つけないと知っておれば、彼が正直ならばその義務をしっかりと果たすし、そうでなければ単に恥を恐れているだけであり、恐らく大衆に対して本来備わっているはずの徳の原則を与えることもないだろう。これらの原則に従えば、大統領が弾劾を受ける唯一の可能性は、彼が賄賂を受け取ったとか、汚職の動機などで行動したという時だと想像する。